# Popovics Sándor (politikus)
Popovics Sándor, nevének írásmódja néhol Popovits (Pest, 1862. október 22. – Budapest, 1935. április 15.) pénzügyminiszter, felsőházi tag, belső titkos tanácsos, a Magyar Nemzeti Bank első elnöke, a Magyar Tudományos Akadémia tagja (ig. 1924, t. 1926).

## Élete
Popovits Márk (1803–1876) a magyar királyi kúria legfőbb ítélőszéki osztályú bírája, és debreceni Bárány Anna (1824–1884) gyermekeként született. Középiskolai tanulmányait a Kegyes Tanítórendek Budapesti Főgimnáziumában végezte, majd a Budapesti Tudományegyetemen folytatott jogtudományi tanulmányokat. 1883-ban avatták államtudorrá. 1884-ben került a pénzügyminisztérium elnöki osztályába mint fogalmazó-gyakornok. 1885-ben segédfogalmazó, 1887-ben miniszteri fogalmazó, 1889-ben miniszteri titkár, 1895-ben miniszteri tanácsos, 1892-ben osztálytanácsos, 1895 őszén miniszteri tanácsos, majd 1903-ban a minisztérium adminisztratív államtitkára lett. 1906–09-ben Pozsony országgyűlési képviselője volt alkotmánypárti programmal, majd 1909-től 1918-ig az Osztrák–Magyar Bank főkormányzója. 1918. február 11-től október 31-ig a harmadik Wekerle-kormány pénzügyminisztere volt.
1920-ban a Neuillyben folyó béketárgyalásokon mint pénzügyi szakértő volt jelen a magyar békedelegáció tagjaként. 1921-ben megválasztották az Állami Jegyintézet elnökévé, 1922-ben pedig az Országos Pénzügyi Tanács ügyvezető alelnöke lett. 1924-ben létrehozta a Magyar Nemzeti Bankot, amelynek 1935-ig elnöke is volt. 1927-től 
felsőházi tag, 1933–34-ben az MTA másodelnöke volt. 1935. április 15-én hunyt el, s 17-én a Kerepesi temetőben helyezték örök nyugalomra.
Az inflációval kapcsolatban a következőket vallotta: „Az infláció minden szaporítása, bármifelé történik is, meglevő értékeket semmisít meg, mégpedig sokkal nagyobb mértékben, mint aminőben az ily módon létrejött alkotás a közvagyont növeli. …azok az országok kerülnek ki legelébb a bajból, amelyek az inflációt legkorábban megállították”.

## Díjai, elismerései

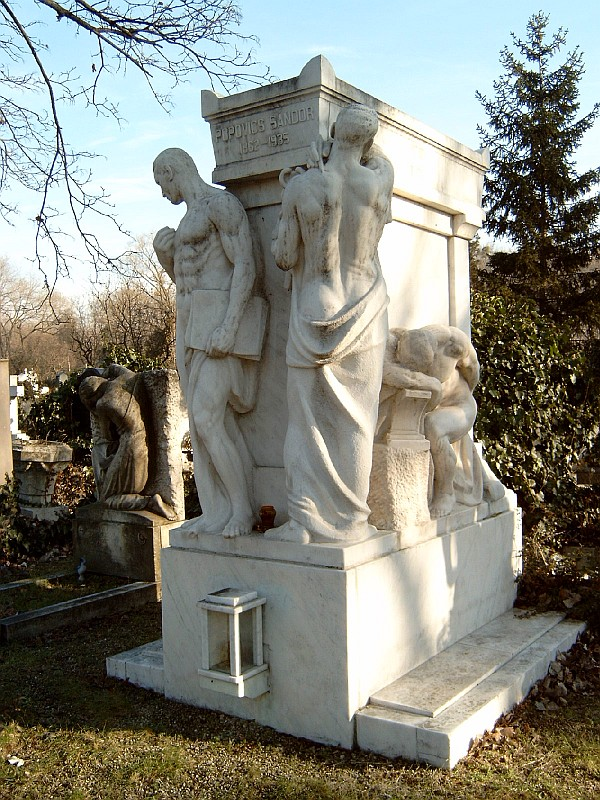
Sírja a Fiumei úti sírkertben (34-1-96). Alkotója: Horvay János

Az I. osztályú Magyar Érdemkereszt tulajdonosa, a Lipót-rend nagykeresztese, az I. osztályú Vaskorona-rend, a Teljes elismerés arany érdemérmének tulajdonosa, a Szent István-rend kiskeresztese volt.

## Emlékezete
Születésének 150. évfordulójára, 2012-ben 3000 forintos emlékérmét bocsátottak ki, amelyet Csikai Márta tervezett.

## Főbb művei
- A pénz sorsa a háborúban (Budapest, 1926)
- A pénz értékállandósága (Budapest, 1929)
- A társadalmi szervezkedések gazdasági hatásai (Budapest, 1931)